# Європейський науковий простір
Європейський науковий (або дослідницький) простір (англ. European Research Area, ERA) являє собою систему науково-дослідних програм інтеграції наукових ресурсів в Європейському Союзі (ЄС).
ERA є частиною більш розвиненої Європейської зони знань, в якій головними виступають дослідження, освіта та інновації. 
Таким чином, ERA є частиною розширеної Лісабонської стратегії розвитку, яка об’єднує ці три галузі у «науковий трикутник». 
Найкращим засобом розвитку ERA є обмін стратегіями на національному і регіональному рівнях. Ключовим моментом у цьому прогресі є те, що зацікавлені країни і регіони обмінюються досвідом, отримують практичні знання, а також створюють взаємозв’язок між стратегіями, для забезпечення соціальної безпеки дослідників, додаткових стимуляцій приватних досліджень і інновацій, наукової співпраці з третіми країнами, тощо.